# 椒江耶稣圣心堂
椒江耶稣圣心堂旧名海门耶稣圣心堂，俗称海门天主教堂，位于中国浙江省台州市椒江区海门街道西门路1号、2号，由法籍传教士李思聪始建于清光绪二十年（1894），自民国十五年（1926）起为台州代牧区（后升为台州教区）的主教座堂。
该建筑群由隔街相对的男堂和女堂两部分组成，其中北端的男堂（西门路2号）由门厅、圣心堂、神父楼、主教府和教徒宿舍楼等附属用房组成，南端的女堂（西门路1号）由门厅、仁慈堂和附属用房组成。圣心堂为托斯卡纳哥特式建筑，20世纪70年代初被破坏和改建，神父楼原为面阔五间两层的六角亭式建筑（文革时顶部已改建），主教府为面阔九间三层的西式楼房，均为砖混结构。